# George Weedon
George Gerald Weedon (ur. 3 lipca 1920 w Richmond, zm. 22 lutego 2017 w Southwell) – brytyjski gimnastyk, uczestnik Igrzysk Olimpijskich w 1948 w Londynie i Igrzysk Olimpijskich w 1952 w Helsinkach. Na igrzyskach olimpijskich w Londynie zajął 60. miejsce w wieloboju gimnastycznym. Najlepszym wynikiem w pojedynczej konkurencji była 32. lokata w drążku. Na igrzyskach olimpijskich w Helsinkach zajął 152. miejsce w wieloboju gimnastycznym. Najlepszym wynikiem w pojedynczej konkurencji była 116. lokata w kołkach.